# Globális innovációs index
A globális innovációs index (GII) a különböző országok innovációs eredményességét méri össze az innovációs ráfordítások és az innovációs teljesítmények figyelembevételével.  A Szellemi Tulajdon Világszervezete (World Intellectual Property Organization, WIPO) által közzétett, évente összeállított rangsort az európai felsőoktatási intézmény, az INSEAD, valamint a World Business brit magazin indította el 2007-ben. 2021-ig a lista a WIPO, a Cornell Egyetem és az INSEAD közös kiadványában jelent meg.  A rangsor alapját sokféle forrás képezi, többek közt a Nemzetközi Távközlési Egyesület, a World Bank Group, a Világgazdasági Fórum adatai.

## Története
A globális innovációs indexet 2007-ben indította útjára az INSEAD és a World Business brit magazin. Megalkotója az indiai születésű Soumitra Dutta.

## Módszertana

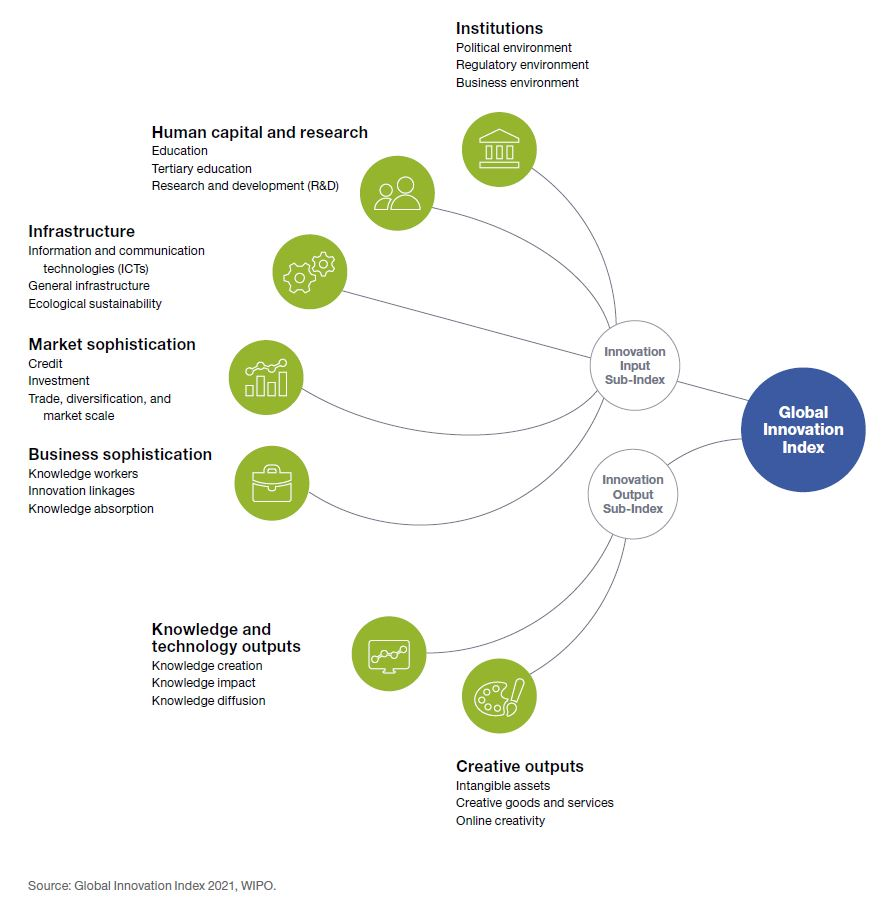
Az index keretrendszerének alapjait mutató ábra

A globális innovációs indexet két alindex (az innovációs bemeneti index és az innovációs kimeneti index) pontszámainak átlagolásával számítják ki, melynek keretrendszere öt (intézményrendszer, emberi erőforrás és kutatás, infrastruktúra, piaci fejlettség, üzleti élet fejlettsége), illetve két (tudományos és technológiai teljesítmény, kreatív teljesítmény), azaz összesen hét pillérből – dimenzióból – áll. Mindegyik pillér az innovációhoz köthető egy-egy tulajdonságot ír le, legfeljebb öt mutatót tartalmaz. Pontszámukat 0-tól 100-ig terjedő skálán, 81 indikátor felhasználásával, súlyozott átlag számítással határozzák meg.
2007-es létrehozása óta az index eredményeit évente egyre több kormány elemzi, melyek szakpolitikai válaszokat dolgoznak ki teljesítményük javítása érdekében. Az indexet az ENSZ Közgyűlés által 2019. december 19-én elfogadott, a fenntartható fejlődést szolgáló tudományról, technológiáról és innovációról szóló határozat is megemlíti. 

## Témák
Az index kétévente egy, az innovációval kapcsolatos témát vizsgál, amely túlmutat az innovációs rangsorokon. 2020-ban a téma a „Ki fogja finanszírozni az innovációt?” volt, és az innovációfinanszírozás helyzetére világított rá a meglévő mechanizmusok fejlődésének vizsgálatával, valamint a haladás és a fennmaradó kihívások kiemelésével. A korábbi témák olyan témákat öleltek fel, mint az egészségügyi innováció, a környezetvédelmi innováció, valamint a mezőgazdasági és élelmiszeripari innováció.

## 2024-es rangsor

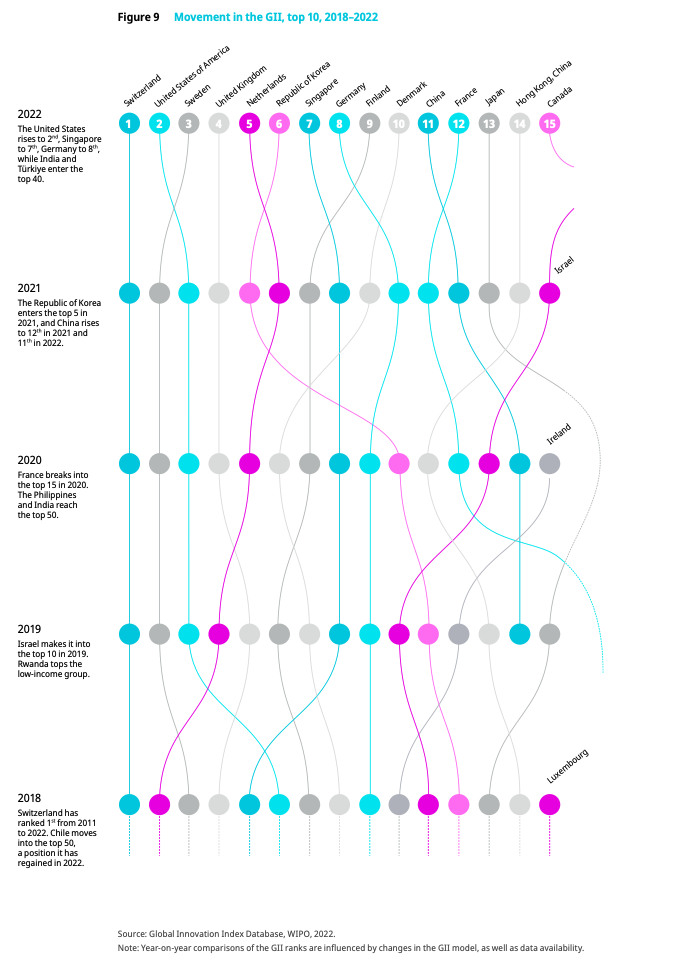
15 élenjáró ország elmozdulása a GII indexben 2018 és 2022 között

A 2024-es index 133 ország, ill. régió innovációs teljesítményét rangsorolja 78 különböző mutató alapján.
Magyarország Litvánia és Törökország közé, a 36. helyre került.

| Sorrend | Ország / régió     | Pont | Jövedelemcsoport     |
| ------- | ------------------ | ---- | -------------------- |
| 1       | Svájc              | 67.5 | Magas jövedelmű      |
| 2       | Svédország         | 64.5 | Magas jövedelmű      |
| 3       | USA                | 62.4 | Magas jövedelmű      |
| 4       | Szingapúr          | 61.2 | Magas jövedelmű      |
| 5       | Egyesült Királyság | 61.0 | Magas jövedelmű      |
| 6       | Dél-Korea          | 60.9 | Magas jövedelmű      |
| 7       | Finnország         | 59.4 | Magas jövedelmű      |
| 8       | Hollandia          | 58.8 | Magas jövedelmű      |
| 9       | Németország        | 58.1 | Magas jövedelmű      |
| 10      | Dánia              | 57.1 | Magas jövedelmű      |
| 11      | Kína               | 56.3 | Felső-középjövedelem |
| 12      | Franciaország      | 55.4 | Magas jövedelmű      |
| 13      | Japán              | 54.1 | Magas jövedelmű      |
| 14      | Kanada             | 52.9 | Magas jövedelmű      |
| 15      | Izrael             | 52.7 | Magas jövedelmű      |
| 16      | Észtország         | 52.3 | Magas jövedelmű      |
| 17      | Ausztria           | 50.3 | Magas jövedelmű      |
| 18      | Hongkong           | 50.1 | Magas jövedelmű      |
| 19      | Írország           | 50.0 | Magas jövedelmű      |
| 20      | Luxemburg          | 49.1 | Magas jövedelmű      |
| 21      | Norvégia           | 49.1 | Magas jövedelmű      |
| 22      | ISL                | 48.5 | Magas jövedelmű      |
| 23      | AUS                | 48.1 | Magas jövedelmű      |
| 24      | BEL                | 47.7 | Magas jövedelmű      |
| 25      | NZL                | 45.9 | Magas jövedelmű      |
| 26      | ITA                | 45.3 | Magas jövedelmű      |
| 27      | CYP                | 45.1 | Magas jövedelmű      |
| 28      | ESP                | 44.9 | Magas jövedelmű      |
| 29      | MLT                | 44.8 | Magas jövedelmű      |
| 30      | Csehország         | 44.0 | Magas jövedelmű      |
| 31      | Portugália         | 43.7 | Magas jövedelmű      |
| 32      | ARE                | 42.8 | Magas jövedelmű      |
| 33      | Malajzia           | 40.5 | Felső-középjövedelem |
| 34      | Szlovénia          | 40.2 | Magas jövedelmű      |
| 35      | Litvánia           | 40.1 | Magas jövedelmű      |
| 36      | Magyarország       | 39.6 | Magas jövedelmű      |
| 37      | Törökország        | 39.0 | Felső-középjövedelem |
| 38      | Bulgária           | 38.5 | Magas jövedelmű      |
| 39      | India              | 38.3 | Alsó-középjövedelem  |
| 40      | POL                | 37.0 | Magas jövedelmű      |
| 41      | THA                | 36.9 | Felső-középjövedelem |
| 42      | LVA                | 36.4 | Magas jövedelmű      |
| 43      | HRV                | 36.3 | Magas jövedelmű      |
| 44      | VNM                | 36.2 | Alsó-középjövedelem  |
| 45      | GRC                | 36.2 | Magas jövedelmű      |
| 46      | SVK                | 34.3 | Magas jövedelmű      |
| 47      | SAU                | 33.9 | Magas jövedelmű      |
| 48      | ROU                | 33.4 | Magas jövedelmű      |
| 49      | QAT                | 32.9 | Magas jövedelmű      |
| 50      | BRA                | 32.7 | Felső-középjövedelem |
| 51      | CHL                | 32.6 | Magas jövedelmű      |
| 52      | SRB                | 32.3 | Felső-középjövedelem |
| 53      | PHL                | 31.1 | Alsó-középjövedelem  |
| 54      | IDN                | 30.6 | Felső-középjövedelem |
| 55      | MUS                | 30.6 | Felső-középjövedelem |
| 56      | MEX                | 30.4 | Felső-középjövedelem |
| 57      | Grúzia             | 30.4 | Felső-középjövedelem |
| 58      | MKD                | 29.9 | Felső-középjövedelem |
| 59      | RUS                | 29.7 | Magas jövedelmű      |
| 60      | UKR                | 29.5 | Alsó-középjövedelem  |
| 61      | COL                | 29.2 | Felső-középjövedelem |
| 62      | URY                | 29.1 | Magas jövedelmű      |
| 63      | ARM                | 29.0 | Felső-középjövedelem |
| 64      | IRN                | 28.9 | Alsó-középjövedelem  |
| 65      | MNE                | 28.9 | Felső-középjövedelem |
| 66      | MAR                | 28.8 | Alsó-középjövedelem  |
| 67      | MNG                | 28.7 | Alsó-középjövedelem  |
| 68      | MDA                | 28.7 | Felső-középjövedelem |
| 69      | ZAF                | 28.3 | Felső-középjövedelem |
| 70      | CRI                | 28.3 | Felső-középjövedelem |
| 71      | KWT                | 28.1 | Magas jövedelmű      |
| 72      | BHR                | 27.6 | Magas jövedelmű      |
| 73      | JOR                | 27.5 | Alsó-középjövedelem  |
| 74      | OMN                | 27.1 | Magas jövedelmű      |
| 75      | PER                | 26.7 | Felső-középjövedelem |
| 76      | ARG                | 26.4 | Felső-középjövedelem |
| 77      | BRB                | 26.1 | Magas jövedelmű      |
| 78      | KAZ                | 25.7 | Felső-középjövedelem |
| 79      | JAM                | 25.7 | Felső-középjövedelem |
| 80      | BIH                | 25.5 | Felső-középjövedelem |
| 81      | TUN                | 25.4 | Alsó-középjövedelem  |
| 82      | PAN                | 24.7 | Magas jövedelmű      |
| 83      | UZB                | 24.7 | Alsó-középjövedelem  |
| 84      | ALB                | 24.5 | Felső-középjövedelem |
| 85      | BLR                | 24.2 | Felső-középjövedelem |
| 86      | EGY                | 23.7 | Alsó-középjövedelem  |
| 87      | BWA                | 23.1 | Felső-középjövedelem |
| 88      | BRN                | 22.8 | Magas jövedelmű      |
| 89      | LKA                | 22.6 | Alsó-középjövedelem  |
| 90      | CPV                | 22.3 | Alsó-középjövedelem  |
| 91      | PAK                | 22.0 | Alsó-középjövedelem  |
| 92      | SEN                | 22.0 | Alsó-középjövedelem  |
| 93      | PRY                | 21.9 | Felső-középjövedelem |
| 94      | LBN                | 21.5 | Alsó-középjövedelem  |
| 95      | AZE                | 21.3 | Felső-középjövedelem |
| 96      | KEN                | 21.0 | Alsó-középjövedelem  |
| 97      | DOM                | 20.8 | Felső-középjövedelem |
| 98      | SLV                | 20.6 | Felső-középjövedelem |
| 99      | KGZ                | 20.4 | Alsó-középjövedelem  |
| 100     | BOL                | 20.2 | Alsó-középjövedelem  |
| 101     | GHA                | 20.0 | Alsó-középjövedelem  |
| 102     | NAM                | 20.0 | Felső-középjövedelem |
| 103     | KHM                | 19.9 | Alsó-középjövedelem  |
| 104     | RWA                | 19.7 | Alacsony jövedelműek |
| 105     | ECU                | 19.3 | Felső-középjövedelem |
| 106     | BGD                | 19.1 | Alsó-középjövedelem  |
| 107     | TJK                | 18.6 | Alsó-középjövedelem  |
| 108     | TTO                | 18.4 | Magas jövedelmű      |
| 109     | NPL                | 18.1 | Alsó-középjövedelem  |
| 110     | MDG                | 17.9 | Alacsony jövedelműek |
| 111     | LAO                | 17.8 | Alsó-középjövedelem  |
| 112     | CIV                | 17.5 | Alsó-középjövedelem  |
| 113     | NGA                | 17.1 | Alsó-középjövedelem  |
| 114     | HND                | 16.7 | Alsó-középjövedelem  |
| 115     | DZA                | 16.2 | Alsó-középjövedelem  |
| 116     | ZMB                | 15.7 | Alsó-középjövedelem  |
| 117     | TGO                | 15.6 | Alacsony jövedelműek |
| 118     | ZWE                | 15.6 | Alsó-középjövedelem  |
| 119     | BEN                | 15.4 | Alsó-középjövedelem  |
| 120     | TZA                | 15.3 | Alsó-középjövedelem  |
| 121     | UGA                | 14.9 | Alacsony jövedelműek |
| 122     | GTM                | 14.6 | Felső-középjövedelem |
| 123     | CMR                | 14.4 | Alsó-középjövedelem  |
| 124     | NIC                | 14.0 | Alsó-középjövedelem  |
| 125     | MMR                | 13.8 | Alsó-középjövedelem  |
| 126     | MRT                | 13.2 | Alsó-középjövedelem  |
| 127     | BDI                | 13.2 | Alacsony jövedelműek |
| 128     | MOZ                | 13.1 | Alacsony jövedelműek |
| 129     | BFA                | 12.8 | Alacsony jövedelműek |
| 130     | ETH                | 12.3 | Alacsony jövedelműek |
| 131     | MLI                | 11.8 | Alacsony jövedelműek |
| 132     | NER                | 11.2 | Alacsony jövedelműek |
| 133     | AGO                | 10.2 | Alsó-középjövedelem  |